# Alessandro Ajmone Marsan
Alessandro Ajmone Marsan dit Ajmone I (né le 31 octobre 1884 à Turin en Italie et mort le 11 août 1941 à Noli en Italie), est un joueur de football suisse, qui évoluait au poste d'attaquant.

## Biographie
Alessandro fait partie de la longue lignée de joueurs suisses qui évoluèrent pour le club de la Juventus au début du XXe siècle.
Introduit dans la société bianconera avec ses jeunes frères Annibale (Ajmone II) et Riccardo (Ajmone III) par Umberto Malvano, un des fondateurs de la Juventus FC, les trois frères et leur père donnèrent beaucoup de leur temps et de l'argent au club pour louer le Vélodrome Humbert Ier, nouveau stade du club.
Avec la seconde équipe du club piémontais, Ajmone Marsan I remporte la Seconda Categoria 1905 (équivalent aujourd'hui de la seconde division).

## Palmarès
Juventus
- Championnat d'Italie (1) :
  - Champion : 1905.
  - Vice-champion : 1906.